# Bruno Mascarenhas
Bruno Mascarenhas (ur. 16 lipca 1981 w Lizbonie, Portugalia) – włoski wioślarz, reprezentant Włoch w wioślarskiej czwórce bez sternika wagi lekkiej podczas Letnich Igrzysk Olimpijskich w Pekinie.

## Osiągnięcia
- Mistrzostwa Świata – Sewilla 2002 – czwórka bez sternika wagi lekkiej – 2. miejsce[1].
- Mistrzostwa Świata – Mediolan 2003 – czwórka bez sternika wagi lekkiej – 3. miejsce[1].
- Igrzyska Olimpijskie – Ateny 2004 – czwórka bez sternika wagi lekkiej – 3. miejsce[1].
- Mistrzostwa Świata – Gifu 2005 – czwórka bez sternika wagi lekkiej – 3. miejsce[1].
- Mistrzostwa Świata – Monachium 2007 – czwórka bez sternika wagi lekkiej – 3. miejsce[1].
- Mistrzostwa Europy – Poznań 2007 – czwórka bez sternika wagi lekkiej – 1. miejsce[2].
- Igrzyska Olimpijskie – Pekin 2008 – czwórka bez sternika wagi lekkiej – 7. miejsce[1].
- Mistrzostwa Świata – Poznań 2009 – ósemka wagi lekkiej – 1. miejsce[2].
- Mistrzostwa Europy – Montemor-o-Velho 2010 – ósemka wagi lekkiej – 1. miejsce[2].